# Kesaralli, Haveri
Kesaralli là một làng thuộc tehsil Haveri, huyện Haveri, bang Karnataka, Ấn Độ.